# Ararawa Stream Falls
Die Ararawa Stream Falls sind Wasserfälle bislang nicht ermittelter Fallhöhe nordöstlich der Ortschaft Oreore in der Region Manawatū-Whanganui auf der Nordinsel Neuseelands. Sie liegen östlich des New Zealand State Highway 4 im Lauf des Ararawa Stream, der wenige Kilometer hinter den Fällen in westlicher Fließrichtung in den Mangawhero River mündet.